# 棘尾艾蛛
棘尾艾蛛（学名：Cyclosa spinosa），又名棘尾塵蛛，为园蛛科艾蛛属的动物。分布于台湾岛等地。该物种的模式产地在台湾。